# Noordse combinatie op de Olympische Winterspelen 1968
Noordse combinatie is een van de sporten die beoefend werden tijdens de Olympische Winterspelen 1968 in Grenoble.

## Heren

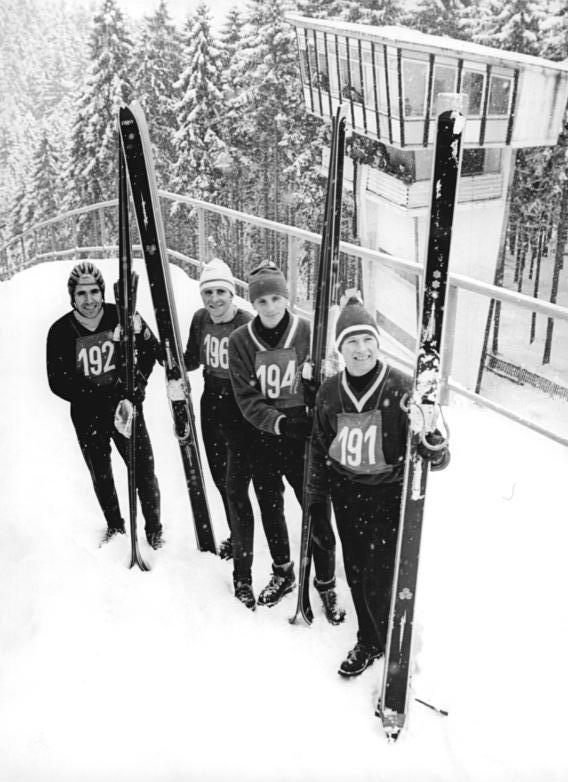
Andreas Kunz (tweede van links), winnaar van het brons

| rang   | sporter(s)          | land | totaal (ptn) |
| ------ | ------------------- | ---- | ------------ |
| Goud   | Franz Keller        | FRG  | 449.04       |
| Zilver | Alois Kälin         | SUI  | 447.99       |
| Brons  | Andreas Kunz        | GDR  | 444.10       |
| 4      | Tomáš Kučera        | TCH  | 434.14       |
| 5      | Ezio Damolin        | ITA  | 429.54       |
| 6      | Józef Gąsienica     | POL  | 428.78       |
| 7      | Robert Makara       | URS  | 426.92       |
| 8      | Vjatsjeslav Drjagin | URS  | 424.38       |